# São Paio de Seide
São Paio de Seide is een plaats (freguesia) in de Portugese gemeente Vila Nova de Famalicão en telt 381 inwoners (2001).